# Awdotja Istomina
Awdotja Iljiniczna Istomina (ros.) Авдо́тья Ильи́нична Исто́мина (ur. 17 stycznia 1799, Sankt Petersburg, Imperium Rosyjskie, zm. 14 czerwca 1848 tamże) – rosyjska balerina.

## Życiorys
Wcześnie została sierotą. Uczyła się tańczyć w Cesarskiej Szkole Teatralnej w Petersburgu. Pod okiem Charles'a Didelota zadebiutowała w 1815 w Cesarskim Teatrze Maryjskim, gdzie występowała przez kolejne 20 lat. Była pierwszą rosyjską tancerką, która tańczyła na pointach. Po kontuzji w czasie przedstawienia w sezonie 1835/1836 została zwolniona z rozkazu Cara Mikołaja I. 30 stycznia 1836 ostatni raz wystąpiła na scenie.
Ze względu na urodę i talent była ciągle otoczona adoratorami, którzy pojedynkowali się o jej względy. Doszło nawet do pojedynku czterech, w którym książę Zawadowski zabił księcia Szeremietiewa, a w pojedynku ich sekundantów dekabrysta Jakubowicz postrzelił pisarza Aleksandra Gribojedowa.
Była dwukrotnie zamężna. W latach 40. XIX wieku wyszła za aktora Pawła Ekunina. Zmarła 26 czerwca 1848 na cholerę.
Awdotja Istomina została sportretowana przez Aleksandra Puszkina w Eugeniuszu Onieginie.